# Mercer (Pennsylvania)
Mercer település az Amerikai Egyesült Államok Pennsylvania államában, Mercer megyében, melynek megyeszékhelye is. Lakosainak száma 1982 fő (2020. április 1.).

## Népesség
A település népességének változása:

| 2010 | 2 002 |
| 2020 | 1 982 |